# 1942 aux États-Unis
Pour des articles plus généraux, voir Chronologie des États-Unis et 1942.
Chronologie des États-Unis
- 1938
- 1939
- 1940
- 1941
- 1942
- 1943
- 1944
- 1945
- 1946

Cette page concerne des événements d'actualité qui se sont produits durant l'année 1942 du calendrier grégorien aux États-Unis.

## Événements
- 6 janvier : Roosevelt demande au Congrès le vote des crédits permettant le lancement du « Victory Program » qui prévoit un accroissement très important de la production d’armement[1]. Le budget de la défense passe de 5 à 30 % du PIB.
- 13 janvier : Henry Ford obtient le brevet de la première automobile construite avec certaines pièces en plastique. Le poids de la voiture est de 30 % inférieur à celui des autres véhicules de même catégorie.
- 14 janvier : clôture de la conférence Arcadia[1].
- 16 janvier[2] : mise en place du War Production Board chargé de l’harmonisation de la production afin que l'industrie puisse répondre aux importants en matériel militaire de l'armée, qui est engagée contre le Japon et l'Allemagne.
- 30 janvier : Emergency Price Control Act. L'Etat fédéral met l'économie et la société américaine en état de guerre. Création du Office of Price Administration, qui gèle les prix et les loyers et instaure le rationnement de certains produits dès le mois d'avril.
- 9 février : incendie du paquebot Normandie dans le port de New York.
- 19 février : décret exécutif 9066 donnant des pouvoirs spéciaux à l’armée. Les militaires sont habilités à arrêter sans mandat les Américains d’origine japonaise. Internement de 110 000 japonais sur la côte Ouest des États-Unis.
- 24 février : premier jour d'émission pour la station de radio américaine international Voice of America.
- 24-25 février : bataille de Los Angeles, observation d'OVNI sur la côte ouest.
- 12 avril: Création du National War Labour Board, instaurant un partnership « État-patronat-syndicats » afin de limiter au maximum les conflits dans les industries travaillant pour la défense.
- 18 avril : War Manpower Commission, agence du gouvernement fédéral des États-Unis chargée de la planification de l'équilibre des besoins en main-d'œuvre entre l'agriculture, l'industrie et les forces armées.
- 13 - 27 juin : échec de l’opération Pastorius. Huit saboteurs allemands sont arrêtés après la défection de deux d’entre eux. Les six autres sont exécutés le 8 août[3].
- 15 juillet : le sous-marin allemand Unterseeboot 576 est coulé par la marine américaine au large de  Norfolk.
- 30 juillet : Le FBI démantèle un important réseau d'espionnage allemand sur le territoire américain.
- 9 et 29 septembre : attaques aériennes de Lookout par les Japonais.
- 3 octobre : premier lancement réussi d'une fusée balistique : la fusée stratosphérique V2 de Wernher von Braun.
- 21 octobre : Revenue Act. Loi fiscale instaurant une Victory Tax de 5 % pour tous les revenus supérieur à 624 $/mois. Hausse de 60 % de l'impôt sur le revenu dont la première tranche passe à 19 % et la dernière tranche à 88 %. La surtaxe sur les profits des entreprises passe à 90 %. Augmentation de 25 % de l'impôt sur les sociétés. Déductions fiscales pour les frais de santé.
- 28 novembre : incendie à Boston d'un night-club ; 491 morts.
- 5 décembre : Office of War Mobilization. Agence gouvernementale chargée de la coordination industrielle avec les besoins militaires du conflit.
- Très forte hausse des dépenses fédérales qui passent à 35,1 milliards de dollars.
- 14,6 milliards de dollars de recettes budgétaires.
- 20,5 milliards de dollars de déficit (15 % du PIB).
- 2,7 % de chômeurs.